# 植木組
株式会社植木組（うえきぐみ）は、新潟県柏崎市に本社を置く建設会社（ゼネコン）である。

## 沿革
- 1885年 - 植木組創業。
- 1948年 - 株式会社植木組設立。
- 1973年 - 新潟証券取引所上場。
- 1982年 - 東京証券取引所2部上場。
- 1984年 - 東京証券取引所1部指定替え。
- 2019年 - 柏崎駅前に本社ビルとテナントビル（植木不動産JFビル）、遊歩道から成る「J-フォレスト」（ジョイントフォレスト）が完成し本社移転[1][2][3]。

## 歴代社長
- 植木豊太：1948年 - 1970年
- 植木馨：1970年 - 1994年
- 植木康之：1994年 - 2006年
- 植木義明：2006年 -

## ギャラリー

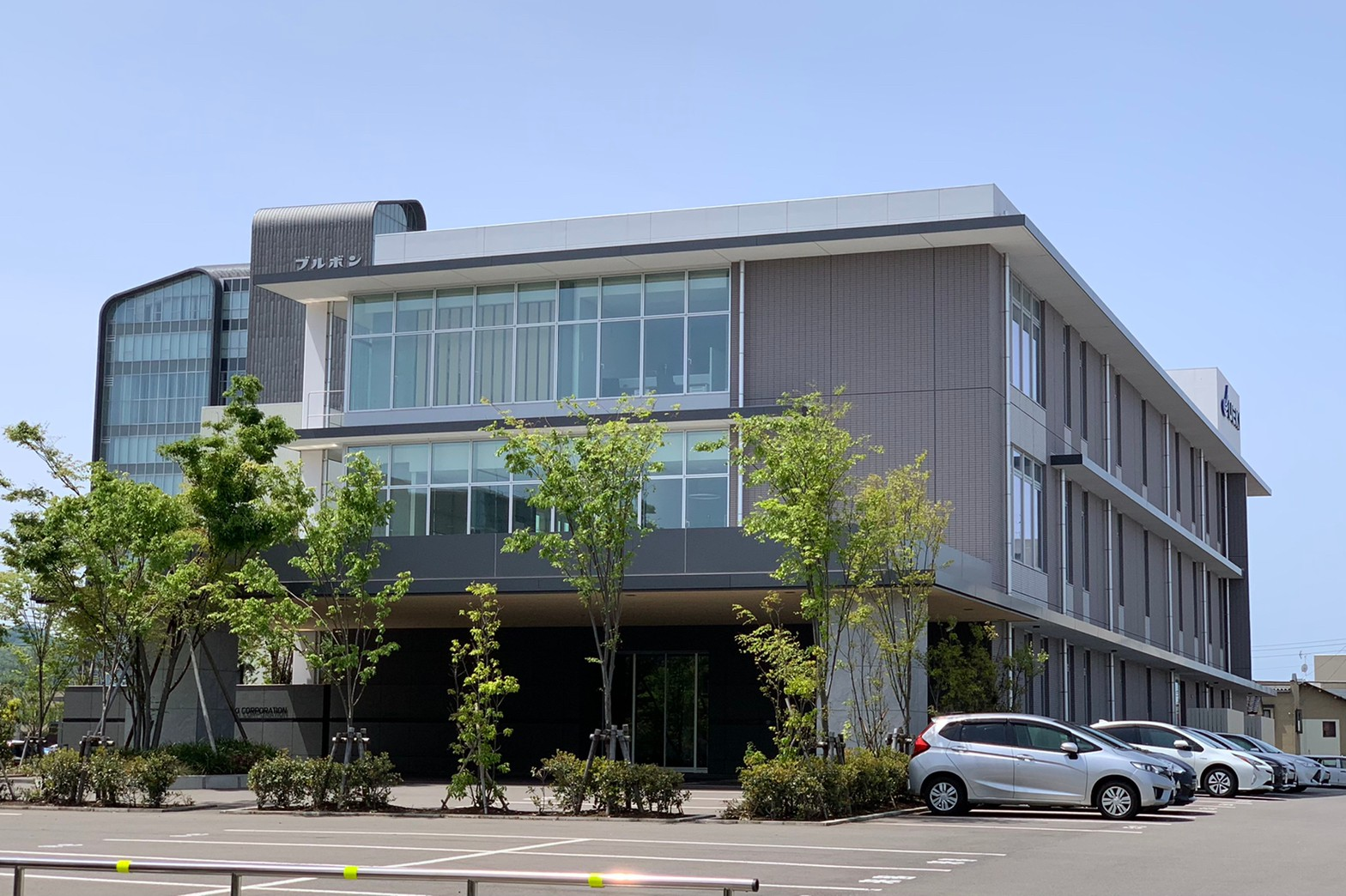
本社ビル（2021年5月）
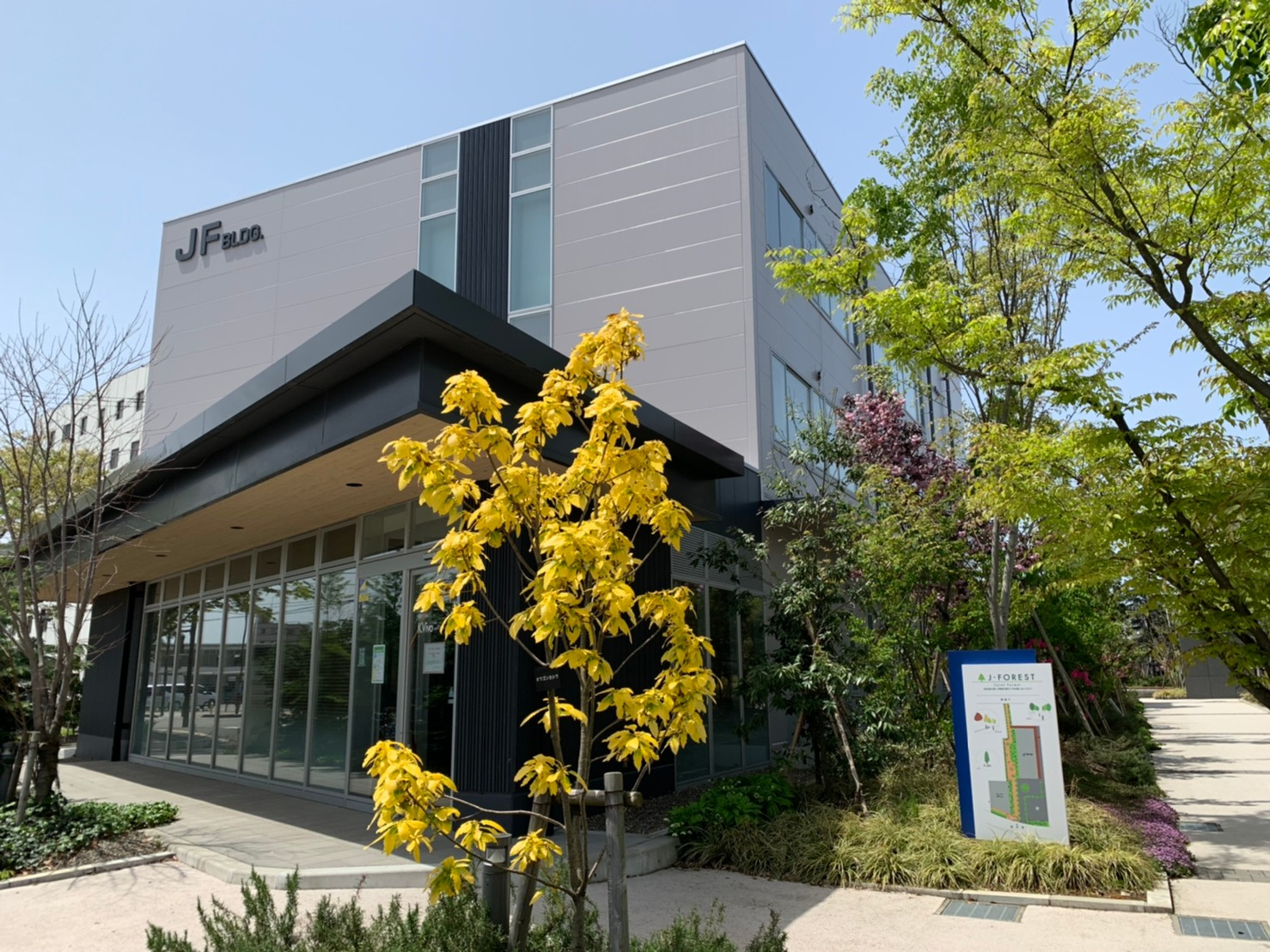
植木不動産JFビル（2021年5月）
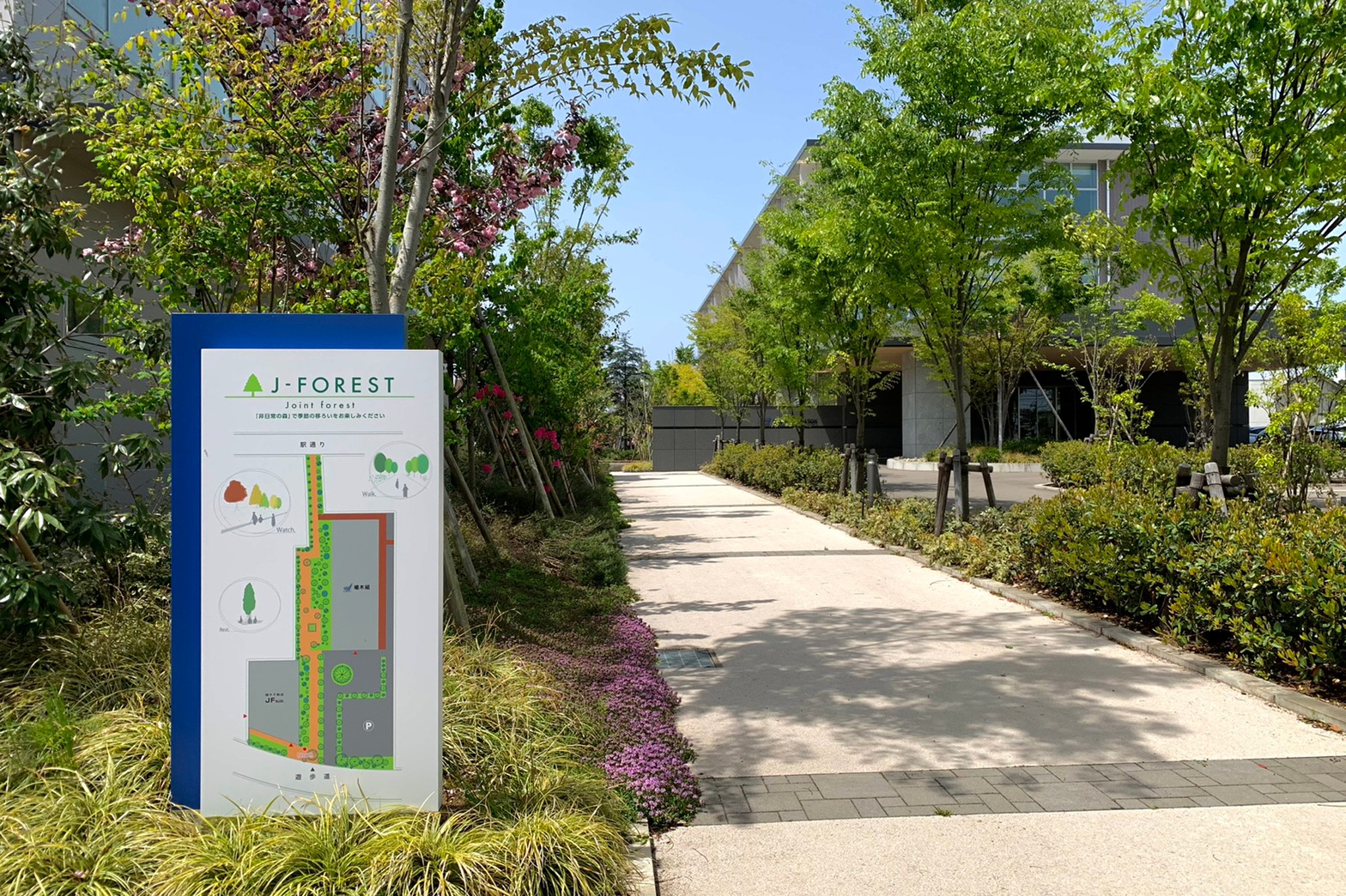
J-Forestの遊歩道（2021年5月）